# Keith Van Horne
Keith Van Horne (Mount Lebanon, 6 novembre 1957) è un ex giocatore di football americano statunitense che ha giocato nel ruolo di offensive tackle per tutta la carriera con i Chicago Bears della National Football League (NFL). Fu scelto nel corso del primo giro (11º assoluto) del Draft NFL 1981 dai Bears. Al college ha giocato a football alla University of Southern California.

## Carriera professionistica

### Chicago Bears
Van Horne fu scelto dai Chicago Bears come undicesimo assoluto nel Draft 1981, disputando con essi tutta la carriera professionistica, sino al 1993. Coi Bears vinse il Super Bowl XX nel 1985 battendo i New England Patriots. In tredici stagioni da professionista disputò 186 partite per Chicago, di cui 169 come titolare.

## Palmarès

### Franchigia
- Super Bowl : 1

Chicago Bears: Super Bowl XX
- National Football Conference Championship: 1

Chicago Bears: 1985

### Individuale
- PFWA All-Rookie Team - 1981

## Statistiche
| Partite totali      | 186 |
| Partite da titolare | 169 |